# Auguste Outters
Auguste Outters, né le 10 janvier 1821 à Hondschoote et décédé  le 31 janvier 1892 à Bergues, est un architecte Français,

## Biographie
Gustave outters a été formé à l'école des Beaux-Arts de Paris.
Il s'est marié le 13 décembre 1848 avec Marie Delecourt (1830-1895). Ils ont eux quatre filles et un garçon.
Il fut toute sa carrière architecte à Bergues et conservateur du musée de la ville.
Ses constructions les plus importantes sont l'Hôtel de Ville de Bergues, l'église paroissiale de Bollezeele en style néogothique et des mairies des villages des Flandres.
Il était membre de le commission historique du département du Nord, correspondant pour l'arrondissement de Dunkerque.
Il est membre fondateur de la société des architectes du Nord en 1868, initiative impulsée par Auguste Mourcou et Émile Vandenbergh.

## Réalisations notables
- 1860-1862 Mairie, école primaire, Quaëdypre[2]
- 1863-1870 Hôtel de ville, Bergues[3]
- 1876-1879 École primaire (école de filles), West-cappel[4]
- 1878-1882 Église paroissiale Saint-Wandrille Bollezeele
- 1879-1880  Mairie, école primaire Pitgam[5]

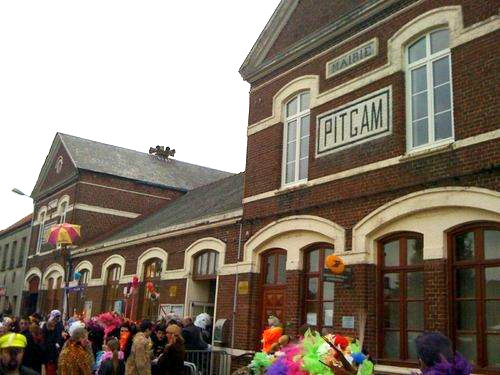
Mairie de Pitgam
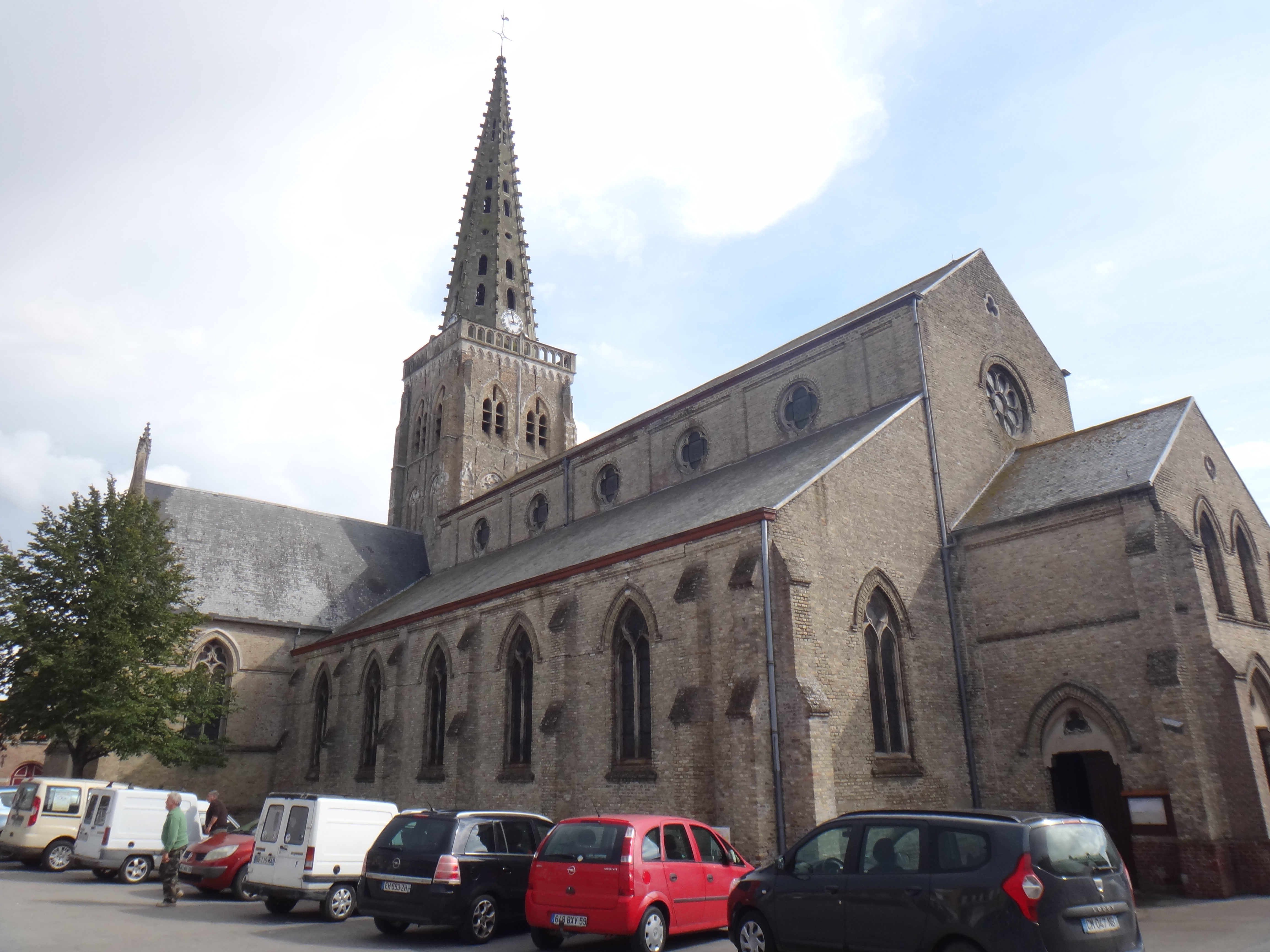
Église paroissiale Bollezeele